# Ноле (Кот-д’Ор)
Ноле́ (фр. Nolay) — коммуна во Франции, находится в регионе Бургундия. Департамент коммуны — Кот-д’Ор. Входит в состав кантона Ноле. Округ коммуны — Бон. Код INSEE коммуны — 21461.

## Население
Население коммуны на 2010 год составляло 1496 человек.
| 1962 | 1968 | 1975 | 1982 | 1990 | 1999 | 2010 |
| ---- | ---- | ---- | ---- | ---- | ---- | ---- |
| 1430 | 1430 | 1647 | 1582 | 1551 | 1542 | 1496 |

## Экономика
В 2010 году среди 887 человек трудоспособного возраста (15—64 лет) 624 были экономически активными, 263 — неактивными (показатель активности — 70,3 %, в 1999 году было 68,9 %). Из 624 активных жителей работали 559 человек (291 мужчина и 268 женщин), безработных было 65 (29 мужчин и 36 женщин). Среди 263 неактивных 55 человек были учениками или студентами, 97 — пенсионерами, 111 были неактивными по другим причинам.